# Бур (Жиронда)
Бур (фр. Bourg) насеље је и општина у југозападној Француској у региону Аквитанија, у департману Жиронда која припада префектури Бле.
По подацима из 2011. године у општини је живело 2169 становника, а густина насељености је износила 205,79 становника/km². Општина се простире на површини од 10,54 km². Налази се на средњој надморској висини од 16 метара (максималној 81 m, а минималној 1 m).

## Демографија
| 1962. | 1968. | 1975. | 1982. | 1990. | 1999. | 2011. |
| ----- | ----- | ----- | ----- | ----- | ----- | ----- |
| 2.518 | 2.560 | 2.318 | 2.107 | 2.158 | 2.115 | 2.169 |

График промене броја становника у току последњих година